# Boksum
Boksum ist ein Dorf der Gemeinde Waadhoeke in der niederländischen Provinz Friesland. Die alte niederländische Schreibweise Boxum ist nicht mehr gebräuchlich.

## Geschichte
Wie auch andere Dörfer von Menameradiel lag Boksum einst an der mittelalterlichen Middelzee. Teile des alten Schutzdeiches sind heute noch vorhanden.
Während des Achtzigjährigen Kriegs kam es hier am 17. Januar 1586 zwischen Spaniern unter Johann Baptista von Taxis und friesischen Bürgern zu der Schlacht bei Boksum.
Bis 2017 gehörte Boksum zur Gemeinde Menameradiel und wurde mit dieser am 1. Januar 2018 Teil der neugebildeten Gemeinde Waadhoeke.

## Söhne und Töchter des Ortes
- Douwe Kalma (1896–1953), einer der bedeutendsten Schöpfer der modernen westfriesischen Literatur